# سیارک ۴۴۶
سیارک ۴۴۶ (به انگلیسی: 446 Aeternitas، نامگذاری:1899ER) چهارصد و چهل و ششمین سیارک کشف شده‌است که در ۲۷ اکتبر ۱۸۹۹ و در هایدلبرگ کشف شد.
قدر مطلق سیارک برابر ۸٫۹۰ است.